# Музей истории города Чирчика
Музей истории города Чирчика (до 2020 года — краеведческий) — культурно-просветительское учреждение, главный краеведческий музей города Чирчик, Ташкентская область, Узбекистан.
3 февраля 1958 года Верховный Совет УзССР издал распоряжение о создании музея в Чирчике.

## История

### Основание музея
В 1957 году пожилой житель Чирчика Виктор Зиновьевич Черный, директор 8-й школы Иосиф Аронович Швед, начальник отдела культуры Тихомолов А. И., промышленные предприятия города и работники школы выступили с предложением создать городской историко-краеведческий музей. Руководство города и страны поддержало эту идею. 3 февраля 1958 года Верховный Совет УзССР издал распоряжение о создании музея в Чирчике. В апреле этого года был утвержден штат музея и выделен бюджет.
Чирчикский музей стал первым краеведческим музеем Ташкентской области.
Музей создавался в сложных условиях без всякой материальной базы. Первые сотрудники работали в узких и маленьких бараках, где раньше располагалась редакция городской газеты.
С большой помощью горожан они собрали, задокументировали и написали научные описания экспонатов. Жители Чирчика предоставили музею документальные и материальные материалы для создания истории строительства и развития города.
Позже музею был выделен бывший клуб «Узбекхиммаш», построенный в 1942 году, и «шестигранное» здание, в котором разместился музей.
Сотрудники музея собирали документальные и материальные экспонаты по всей республике. Параллельно они занимались созданием экспозиций. Большой вклад в обогащение музея внесли чирчикские художники Б. С. Чубаров, В. И. Голубев, А. Т. Головченко.
Значительную поддержку в создании в музее природы, археологической коллекции и экспозиций родной страны оказали Музей истории народов Узбекистана и Республиканский музей природы.
Чирчикский историко-краеведческий музей принял первых посетителей 1 мая 1959 года.

### 1960—2020 годы
Чирчикский городской исторический музей имеет собственное здание и начал свою работу 1 мая 1959 года. Здание музея было адаптировано. Здание музея построено в 1942 году, это бывший клуб завода «Узбекхиммаш», имеет «шестиугольную» форму. Первый этаж музея был расширен в 1960 году из-за узости первоначального здания. В 1961 году надстроен 2-й этаж здания, где открылся первый в республике «Планетарий». Общая площадь здания музея составляет 577 квадратных метров. В 2017 году музей был отремонтирован. В 2018 году Краеведческий музей города Чирчика был преобразован в Музей истории города Чирчик.
В 2018—2019 годах были проведены отличные ремонтные работы на основании госпрограммы. В 2020 году бывший историко-краеведческий музей реорганизован в Чирчикский городской историко-краеведческий музей.

## Отделы музея
В составе тематических отделов «Чирчиккурилиш» — городской отдел истории строительства играет ключевую роль в экспозиции музея. Центральное место занимают карта «Чирчиккурилиш», на которой создана огромная строительная площадка в долине реки Чирчик, и диорама «Строительство Чирчикской ГЭС и канала».
Раздел «Древняя история Чирчикской долины».
Раздел «Чирчик в годы ВОВ».
Раздел «Чирчик в годы независимости Республики Узбекистан».
Диорама «Город Чирчик сегодняшний».
В основных отделах, большом и малом выставочных залах Чирчикского музея регулярно проводятся различные выставки художников, мастеров прикладного искусства, а также этнографические, нумизматические, геологические и минералогические коллекции музея.